# Cristian Ansaldi
Cristian Daniel Ansaldi (født 20. september 1986 i Rosario, Argentina), er en argentinsk fodboldspiller (back).
Ansaldi spiller for Torino FC i den italienske Serie A, som han har repræsenteret siden 2017. Han har tidligere spillet for blandt andet Newell's Old Boys i hjemlandet, Rubin Kazan og FC Zenit i Rusland samt italienske Genoa og Inter

## Landshold
Ansaldi har (pr. juni 2018) spillet fem kampe for det argentinske landshold. Han debuterede for holdet 14. november 2009 i en venskabskamp mod Spanien. Han blev udtaget til Argentinas hold til VM 2018 i Rusland.